# Camelus
« Chameau » redirige ici.  Pour le papillon, voir Chameau (papillon).
« Chamelle » redirige ici.  Pour le roman de Marc Durin-Valois, voir Chamelle (roman).
Genre
Les chameaux (genre Camelus) sont des mammifères de la famille des camélidés. Le chameau femelle est appelé chamelle, et son petit chamelon.

## Étymologie
Le nom latin du genre est Camelus, emprunt au grec κάμηλος / kamēlos, « chameau », lui-même emprunté à l'hébreu ou au phénicien gamal.
Le nom du chameau est peut-être à l'origine d'une lettre de l'alphabet phénicien (lointain ancêtre de l'alphabet latin), à savoir la troisième lettre de l'alphabet proto-sinaïtique, appelée gamel (qui a donné gamma en grec).
On pense qu'à l'origine, cette lettre représentait une bosse, laquelle en s'inclinant a donné le C de l'alphabet latin. Ce signe se nomme gimel en hébreu (et jīm en arabe) ; les voyelles courtes n'étant pas notées dans l'écriture des langues sémitiques, la succession des trois consonnes gml peut donc se lire gimel (= la lettre g) ou gamal (= « chameau »).
D'autre part, on peut entendre dans le midi de la France le mot technique camelle, venu du provençal camello « chamelle ». Ce terme désigne les longs tas de sel qui s'étendent au bord des marais salants.

## Liste des espèces

### Espèces actuelles
- Camelus bactrianus — Le chameau de Bactriane qui présente deux bosses est d'origine asiatique ; il est subdivisé en deux sous-espèces :
  - Camelus bactrianus bactrianus, le chameau domestique ;
  - Camelus ferus  ou Camelus bactrianus ferus, le chameau sauvage de Tartarie qui, depuis peu, est reconnu comme une sous-espèce sensiblement différente de l'espèce domestique de Bactriane ;
- Camelus dromedarius — le dromadaire ou chameau d'Arabie, qui n'a qu'une bosse, et vit dans l'ouest du continent asiatique (en particulier dans le désert d'Arabie) et en Afrique du Nord (à la suite de son introduction dans la région[4]).

Les deux  espèces sont interfécondes et l'hybride est appelé Turkoman. Cette fécondité n'est pas très surprenante vu que la divergence entre ces deux espèces date de seulement un million d'années, d'après le registre fossile.

### Espèces éteintes
Ces espèces ne sont connues que par des fossiles :
- †Camelus grattardi[6]
- †Camelus knoblochi[7]
- †Camelus moreli
- †Camelus sivalensis[8]
- †Camelus thomasi[9]

## Description
L'espérance de vie moyenne d'un chameau est de 60 à 70 ans. Un chameau adulte peut mesurer jusqu'à 1,85 m à l'épaule et 2,00 m aux bosses. Les bosses s'élèvent à environ 75 cm de son corps. Les chameaux ne sont pas très rapides à la course contrairement aux dromadaires, ils peuvent courir jusqu'à 20 km/h au maximum sur de courtes durées et maintenir une vitesse allant jusqu'à 10 km/h. Le chameau est plus petit, moins musclé et plus trapu que son cousin dromadaire.
Selon certains spécialistes, le dromadaire descendrait des espèces bactriennes à deux bosses. L'embryon du dromadaire possède en effet deux bosses et l'adulte présente une bosse antérieure rudimentaire.
Le chameau existe encore à l'état sauvage dans le désert de Gobi.

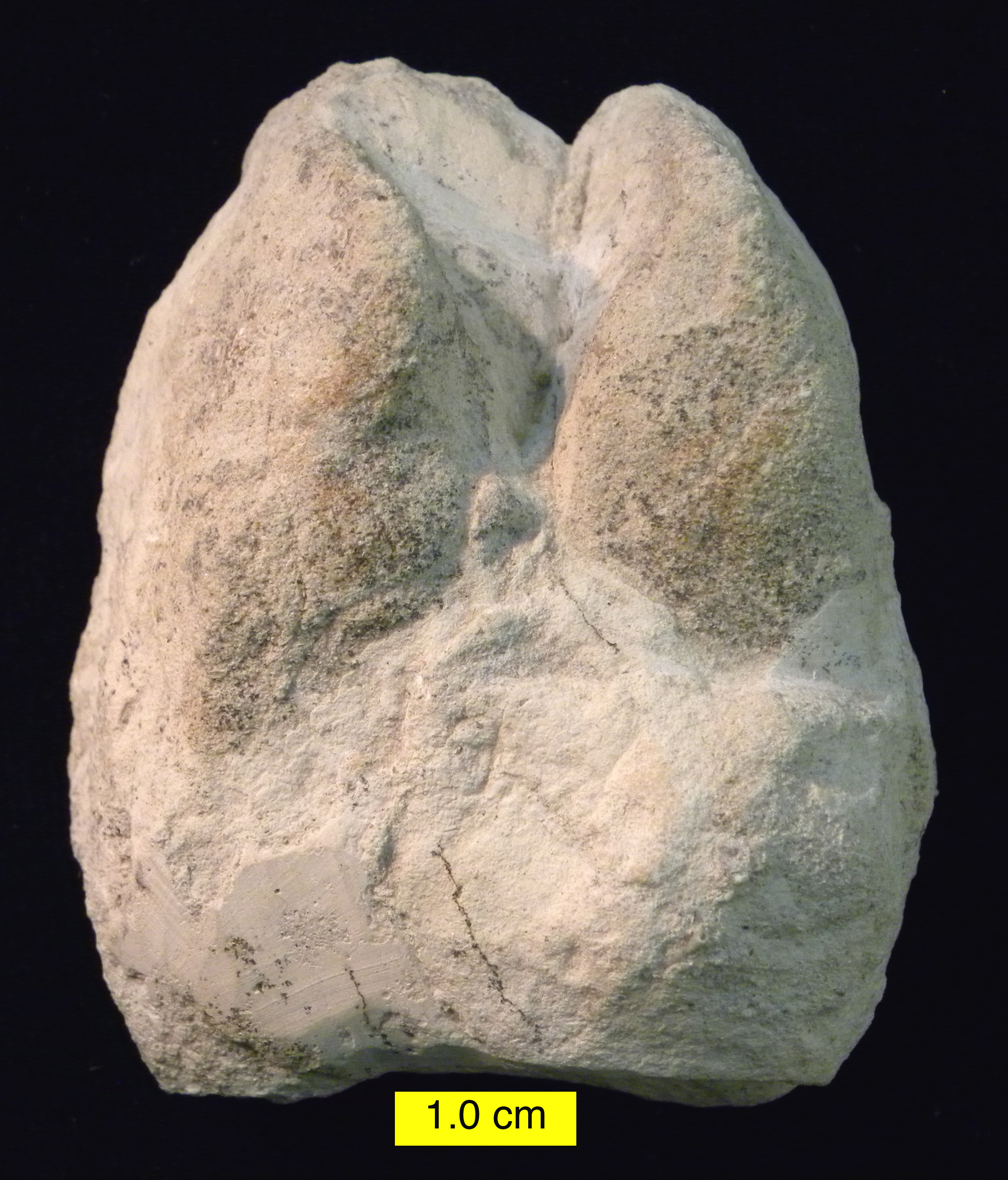
Empreinte de pied de « chameau » du Miocène (Californie).

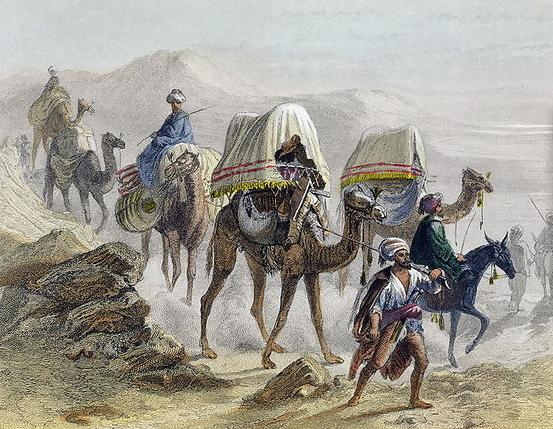
Howdah, palanquin spécifique porté par les chameaux harnachés d'une caravane (Émile Rouergue, 1855).

La chamelle pèse jusqu'à 600 kg et le mâle plus de 800 kg. La taille au garrot varie selon les types entre 1,80 et 2,30 m. À l'instar de la girafe et de l'ours, le chameau va à l'amble (il avance en levant les deux pattes du même côté).
Les bosses des chameaux constituent des réserves énergétiques, pleines de matières grasses où dominent l'acide palmitique (de 32 % à 34,4 % selon les âges croissants), l'acide oléique (33,6 % chez le chamelon, 21,7 et 28,9 % dans les groupes d'âge suivants), et l'acide stéarique (18,8, 24,1 et 20,7 % respectivement).
Ils possèdent également de remarquables mécanismes d'adaptation à la déshydratation. Il peut boire jusqu'à 135 litres d'eau en 10 minutes (en l'aspirant grâce à ses lèvres qui peuvent prendre la forme d'une ventouse). En état de déshydratation, l’animal  est capable d’économiser l’eau corporelle par des mécanismes de réduction des pertes hydriques (diminution de la diurèse, arrêt de la sudation, diminution du métabolisme de base, variation de la température corporelle) tout en maintenant une homéostasie vitale pour sa survie, à la fois en limitant la variation de la concentration des paramètres vitaux et en assurant une excrétion maximale des déchets métaboliques. Celle-ci est permise par l’émission d’une urine très concentrée. Toutefois, l’excrétion des éléments dont l’élimination nécessite des grandes quantités d’eau (glucose, urée notamment) est contrôlée de façon rigoureuse. Il dispose  également d'une anatomie favorisant la rétention d'eau lors de l'expiration (les sinus très irrigués refroidissent l'air expiré permettant la condensation de l'eau), de la transpiration (rares glandes sudoripares) et de l'excrétion (bouses sèches, urine concentrée) ; par ailleurs il dispose de mécanismes de recyclage des produits de la digestion comme l'urée, lui permettant de se satisfaire de fourrages de faible valeur nutritive. Le transit digestif étant plus lent et ayant la capacité de séparer les phases solides et liquides dans son estomac (rumen), il peut augmenter la digestibilité des fourrages pauvres, ce qui lui permet de supporter de très longues périodes de jeûne (un mois) sans boire et sans manger, sous des climats très chauds (ou très froids).
En effet, le chameau peut supporter des températures très chaudes en été (50 °C) et jusqu'à −25 °C degrés en hiver. Son épaisse fourrure, beaucoup plus fournie que celle du dromadaire, le protège alors du froid, puis les poils tombent par grosses touffes au printemps, au moment où l'animal mue.
Cette grande résistance aux conditions climatiques extrêmes rend leur utilisation précieuse pour le transport des hommes et marchandises en caravane qui peut parcourir 60 km par jour.
Un chameau, lorsqu'il pousse un cri, blatère.

## Population

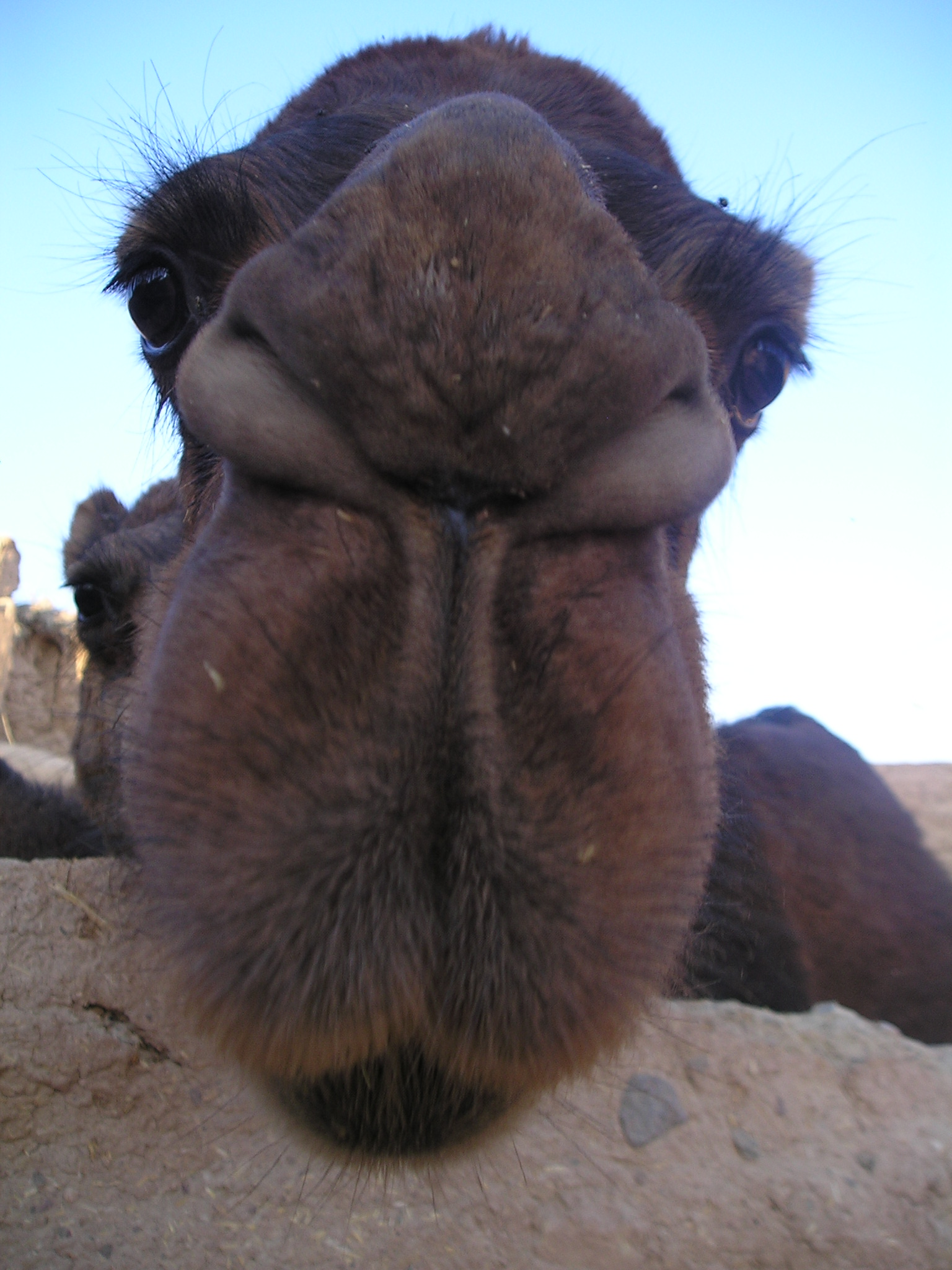
Au repos dans le désert iranien.

Les chameaux paraissent originaires d'Asie centrale. La première espèce (Camelus bactrianus) a été retrouvée sous sa forme sauvage dans le désert de Gobi. D'après des données récentes, il semble que le chameau sauvage du désert de Tartarie appartienne à une espèce génétiquement différente du chameau de Bactriane ; les chercheurs lui ont donné le nom de Camelus ferus.
Le chameau est plutôt utilisé en Asie centrale. En Asie méridionale, en Asie mineure et en Australie c'est le dromadaire qui le remplace. Le chameau de Bactriane n'est pas présent en Afrique où seul le dromadaire existe.
Le chameau de Bactriane était anciennement très répandu, mais sa population est aujourd'hui réduite à environ 1,4 million d'individus, essentiellement domestiques. Il semble qu'il reste environ 1 000 chameaux de Bactriane sauvages dans le désert de Gobi et de petites quantités en Iran, en Afghanistan, en Turquie et en Russie.
Bien qu'il y ait presque 20 millions de dromadaires aujourd'hui, l'espèce est inconnue à l'état sauvage en Afrique ou en Asie. En revanche, dans les déserts d'Australie, où le dromadaire avait été introduit au début de la colonisation européenne, les individus abandonnés par les agriculteurs au début du XXe siècle ont donné naissance à une population retournée à l'état sauvage (dromadaires marron). On compterait actuellement environ 1 000 000 dromadaires sauvages, surtout dans le désert de Simpson.
Les plus importantes populations se trouvent par ordre décroissant en Somalie (6 millions de têtes), au Soudan (au moins 3,5 millions), en Mauritanie (1,5 à 2 millions), en Inde (1 million) et en Éthiopie (1 million). Toutefois l'absence de statistiques fiables laisse supposer que ces chiffres ne correspondent pas à la taille réelle de la population existante.
L'hybridation du dromadaire et du chameau de Bactriane, pratiquée surtout au Kazakhstan, permet d'obtenir des produits associant la robustesse du chameau (notamment sa résistance au froid) et la productivité laitière du dromadaire.

## Utilisation domestique

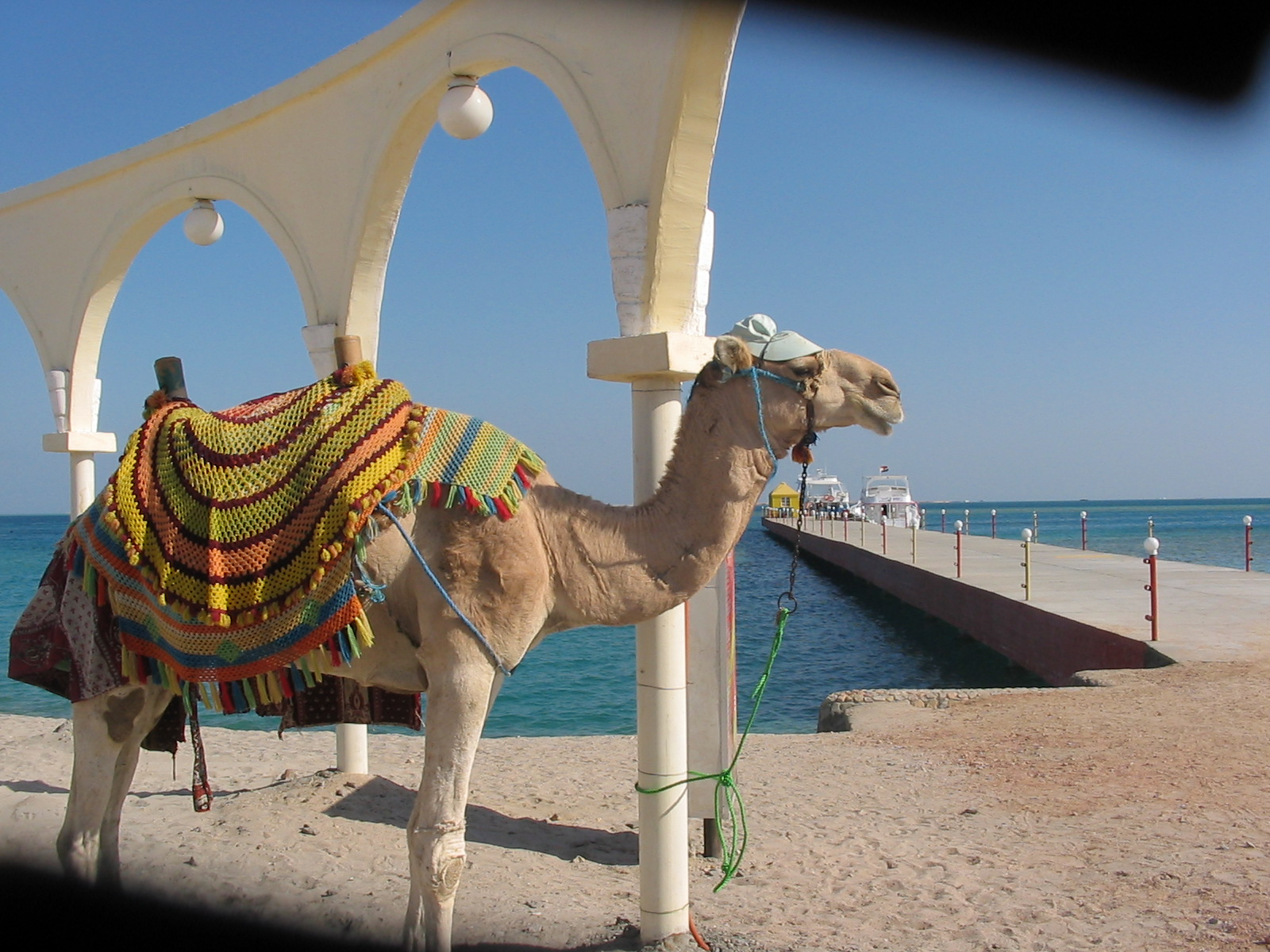
Chameau servant au transport, sur une plage de la Mer Rouge, en Égypte.

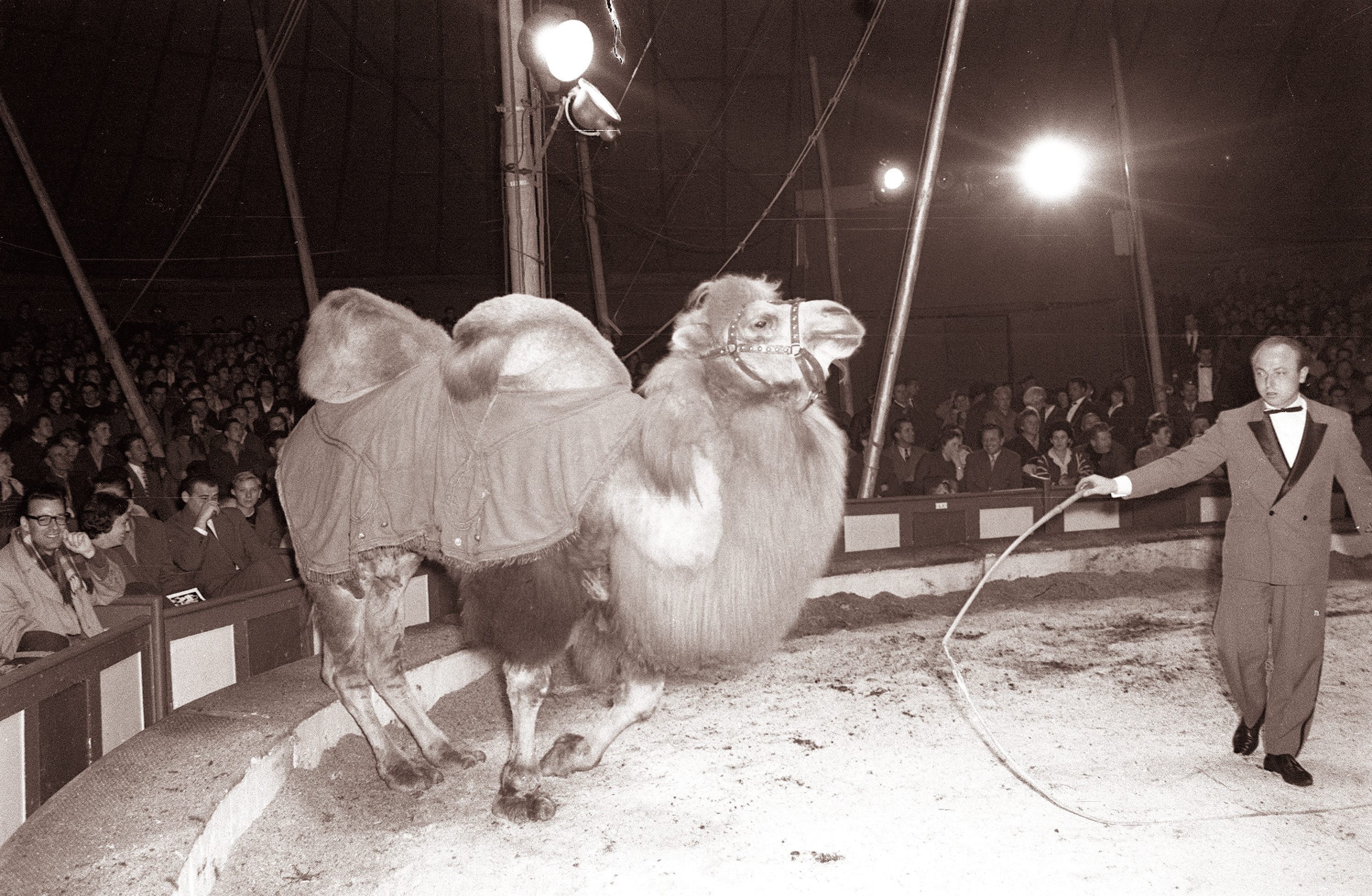
Chameau présenté par le cirque Busch, en 1961 à Maribor (Yougoslavie).

Le chameau est utilisé comme animal de transport ou de bât, mais également comme animal à viande (plats de fête) en Afrique du Nord, de l’Ouest et au Moyen-Orient. La chamelle produit un lait très riche en vitamine C.
Une tradition de combat de chameaux (en) existe en Turquie et au Maghreb.
Les camélidés sont parfois présentés dans des cirques.

## Le chameau dans la culture
Les Persans célébraient au XVIIe siècle la « fête du chameau », au cours de laquelle un spécimen de cet animal était mis à mort en souvenir du sacrifice d'Ismaël, leur tradition voulant qu'Abraham ait finalement tué un chameau plutôt qu'un mouton. Il semble que cette fête corresponde à l'Aïd al-Adha.